# Orthocladius bomolai
Orthocladius bomolai är en tvåvingeart som först beskrevs av Maurice Emile Marie Goetghebuer 1931.  Orthocladius bomolai ingår i släktet Orthocladius och familjen fjädermyggor.
Artens utbredningsområde är Norge. Inga underarter finns listade i Catalogue of Life.